# Coupe de Noël (Paris)
Pour les articles homonymes, voir Coupe de Noël.
La Coupe de Noël de Paris était une course de natation en eau libre qui fut organisée annuellement chaque 25 décembre de 1906 à 1940.
Cette épreuve utilitaire, qui consistait à traverser la Seine d’une rive à l’autre, est devenue une « classique » réputée qui attirait une forte affluence populaire.

## Historique

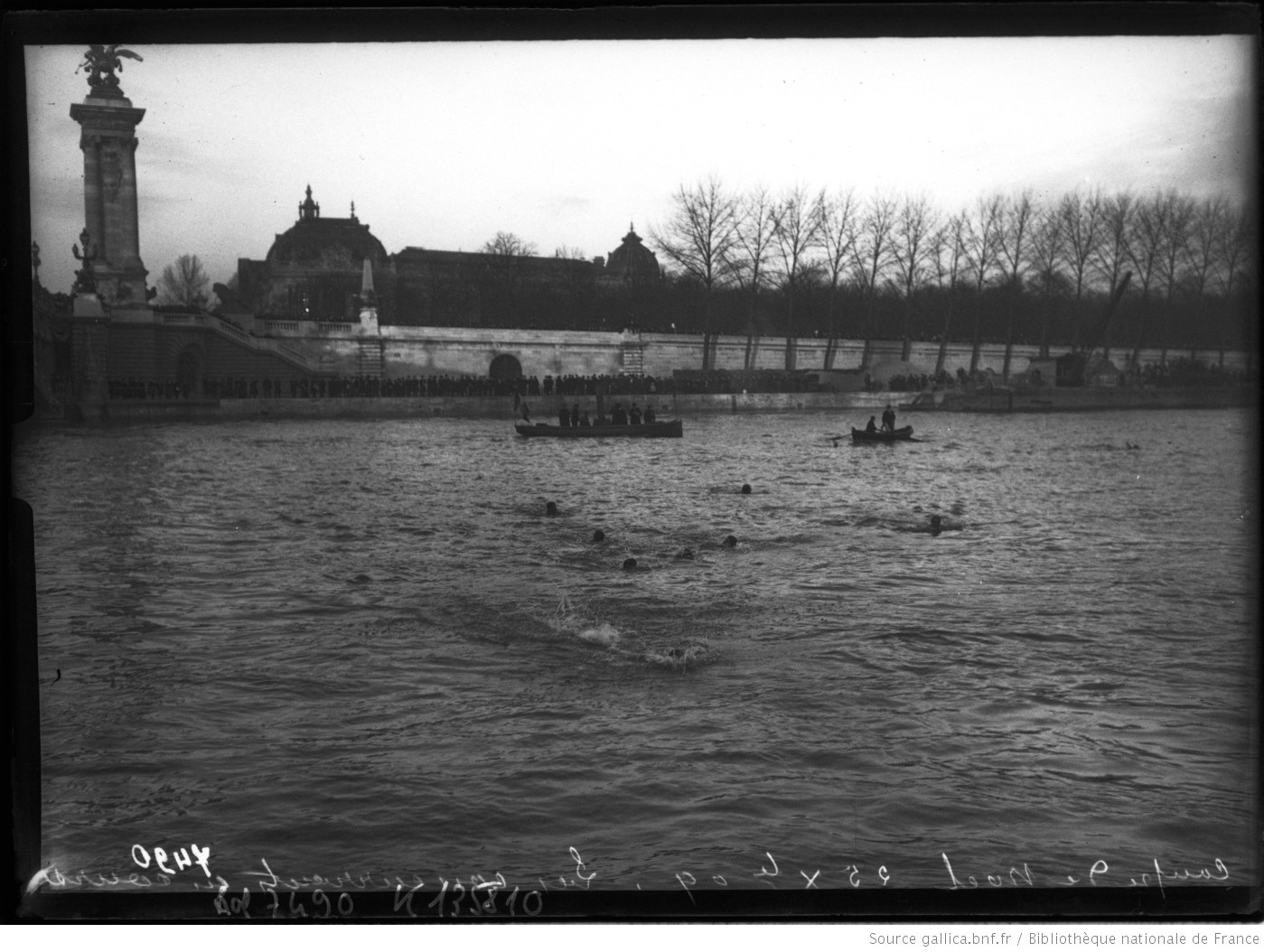
Coupe de Noël à Paris le 25 décembre 1909: les nageurs traversant la Seine (photographie prise depuis la rive gauche face au Petit Palais).

La Coupe de Noël était réservée aux nageurs de vitesse amateurs. Organisée par la S.N.E.N. (Société Nationale d'Encouragement à la Natation) avec le concours du journal L’Auto à partir de 1920, l’épreuve est créée en 1906 par le président fondateur de la S.N.E.N., Georges Moëbs, qui en resta l'inamovible commissaire général jusqu’en 1938.
Soucieux de promouvoir la pratique de la natation et de populariser le sauvetage en eau froide, Moëbs s'inspire de l'exemple anglais de la « Coupe Peter Pan » du Serpentine Swimming Club de Londres, disputée sur le Lac Serpentine à Londres depuis 1864, ainsi que des épreuves italiennes des « Rari-Nantes ».
Le nom de la course provient de sa date ainsi que du trophée attribué au vainqueur de l’épreuve. Il s'agit initialement de la coupe du Challenge Dubonnet, dont le mécène est l'industriel Émile Dubonnet puis, à partir de 1913, d'un luxueux vase de Sèvres offert au nom du président de la République. D'autres prix de moindre valeur sont également distribués, dotés notamment par le conseil municipal de Paris. À partir de 1927, la Coupe Georges Moëbs récompense par ailleurs le club de natation ayant les deux membres les mieux classés à l'issue de l'épreuve.
32 éditions de la Coupe de Noël de Paris ont eu lieu au total. Sa périodicité annuelle est interrompue de 1914 à 1916 en raison de la Première Guerre mondiale, avant de reprendre en 1917. La Deuxième Guerre mondiale met un terme définitif à ce rendez-vous parisien de la natation, dont la dernière course s'effectue en 1940.
Une tentative de relancer une nouvelle version de la Coupe de Noël dans le bassin de la Villette a tourné court en 2016.

## Modalités

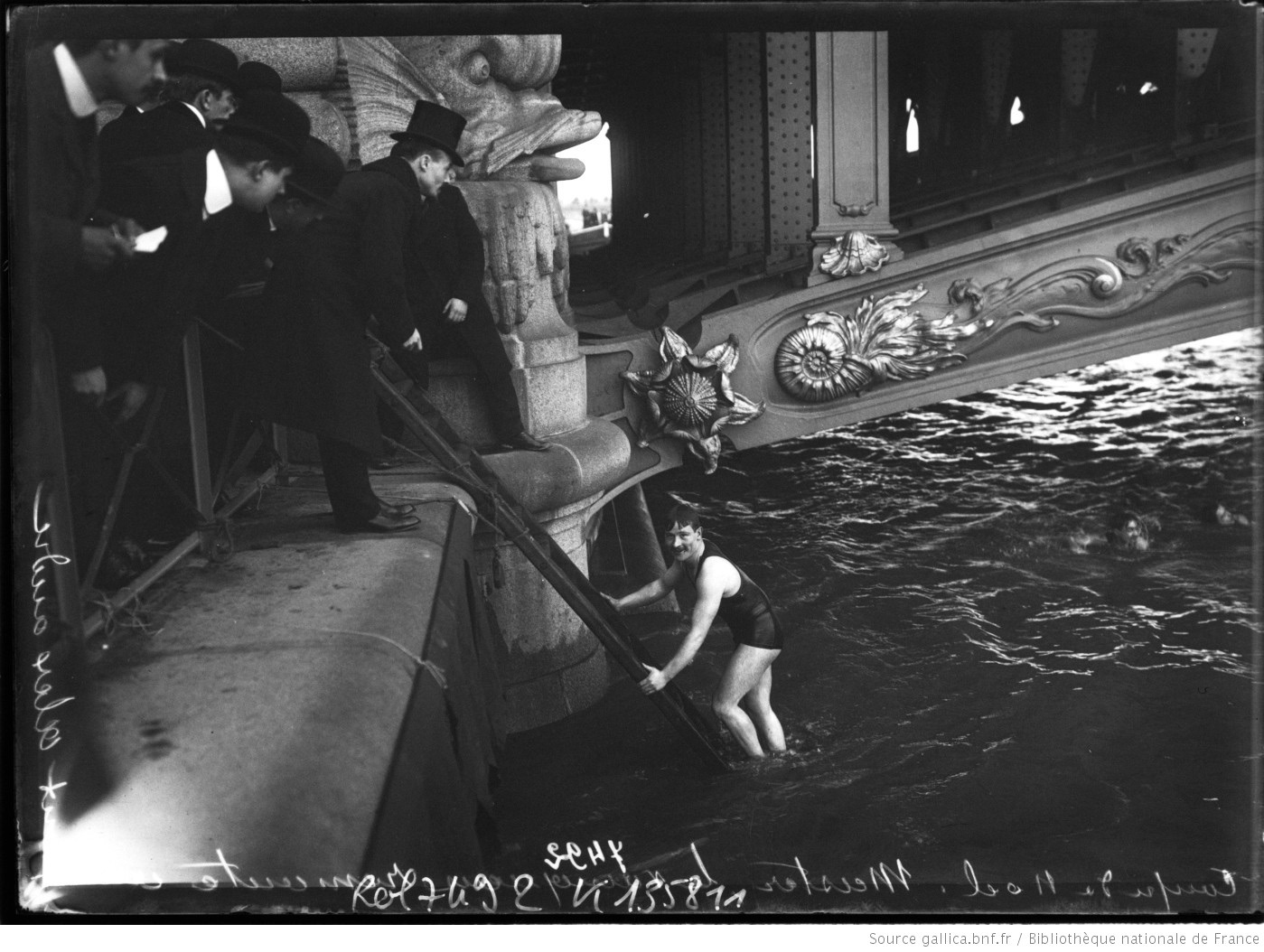
Coupe de Noël à Paris le 25 décembre 1909: le vainqueur Gérard Meister arrive premier au pont Alexandre-III.

La traversée de la Seine s'effectuait en amont du Pont Alexandre-III. Les participants plongeaient depuis la berge de la rive droite ou depuis un ponton qui y était accolé. L'arrivée s'effectuait en grimpant une échelle placée sur la rive gauche juste avant le pont. Les concurrents devaient affronter deux difficultés : la température de l'eau du fleuve et la force du courant. Le parcours étant bref, les écarts des temps de traversée sont principalement dus aux variations d’intensité de ces deux éléments. Il était fréquent qu'une partie des compétiteurs soit éliminée, certains étant repêchés après avoir abandonné en cours de traversée à cause du froid, d'autres étant déportés par le courant en aval du point d'arrivée.
L'événement a lieu chaque 25 décembre dans l’après-midi. Il devient rapidement une tradition très appréciée, qui attire une foule nombreuse venue sur les berges de la Seine pour assister au spectacle. L'atmosphère en est festive, accompagnée de musique et de diverses exhibitions aquatiques. Des personnalités sont présentes pour admirer et féliciter les nageurs : cadres dirigeants du monde sportif, élus municipaux et nationaux de la capitale, représentants préfectoraux, hiérarques ministériels et même, à plusieurs reprises, des membres du gouvernement. La notoriété de l’épreuve est telle qu'elle fait l’objet d’un reportage radiodiffusé durant les années 1930.

## Influence
Le succès de la Coupe de Noël parisienne inspira d'autres villes qui adoptèrent et imitèrent son exemple.

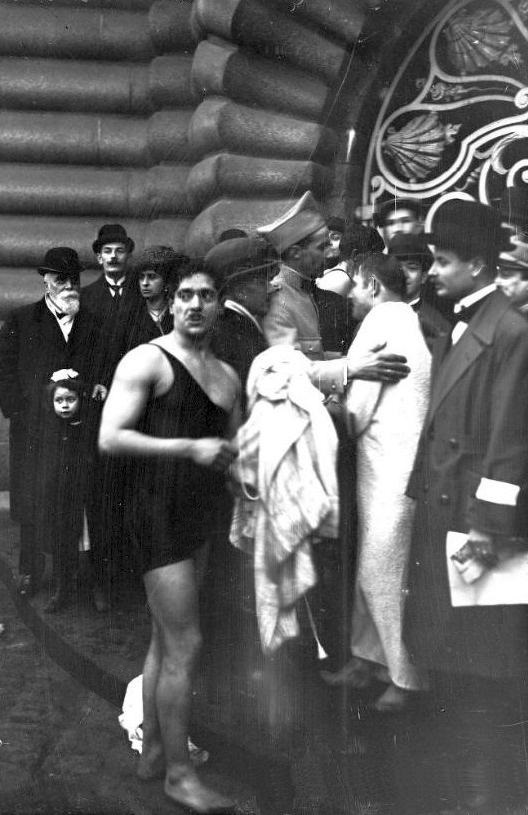
Gérard Meister gagne sa huitième Coupe de Noël le 25 décembre 1918.

C'est ainsi que d’autres Coupes de Noël ont également été organisées de manière plus ou moins durable en différents endroits : dans le Vieux-Port de Marseille, à Toulon, Toulouse, Le Mans, Nantes, Bordeaux, Saint-Quentin, Aubervilliers, Barcelone, Casablanca, etc,
,,
,.
Celle dont la longévité est la plus notable est la Coupe de Noël de Genève, fondée en 1934 et toujours existante.

## Palmarès

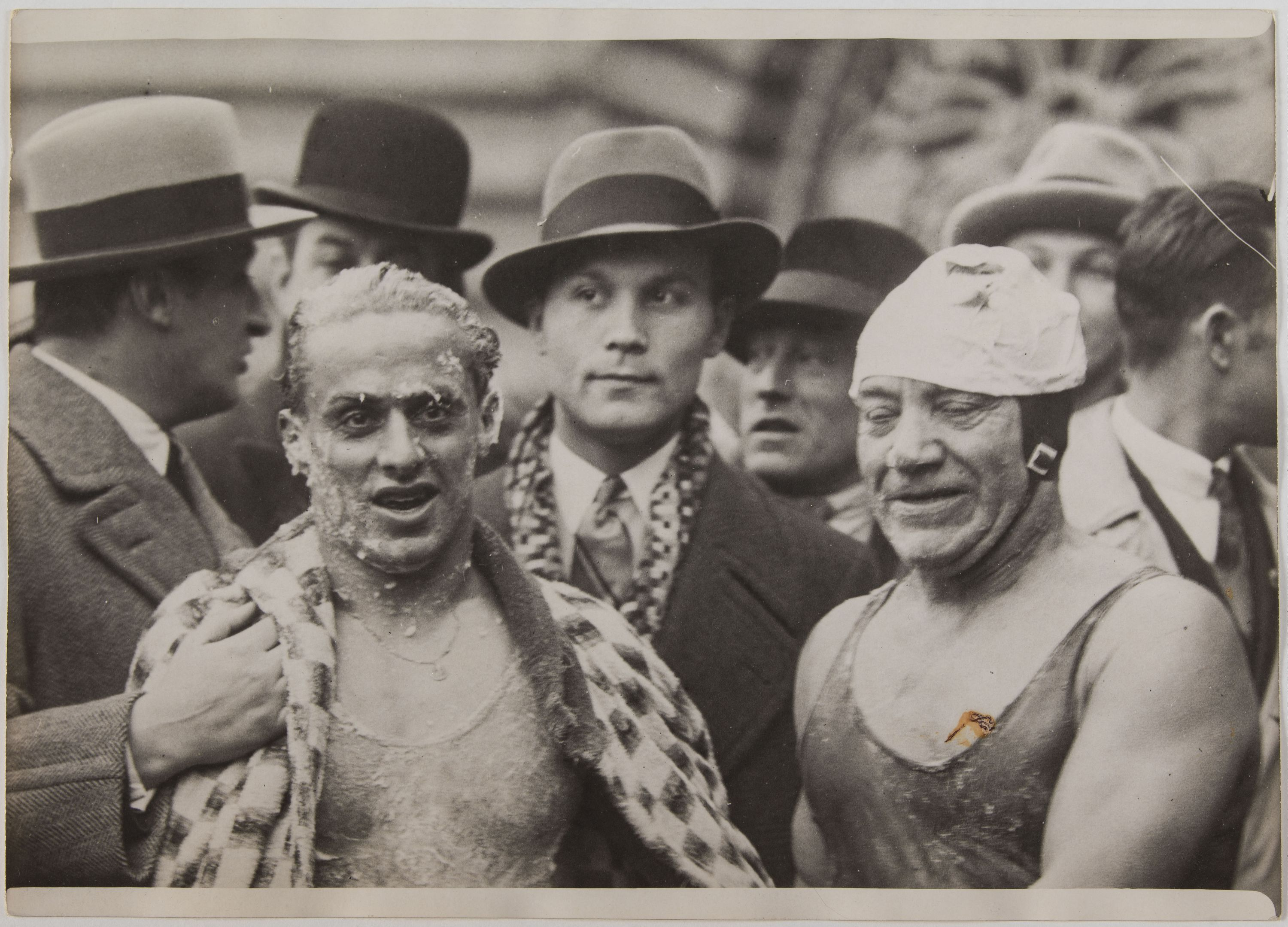
Gembi vainqueur en 1930 et Nikodem vétéran de la course

| Année | Nombre de partants                | Température de l’eau | Vainqueur                          | Deuxième                              | Troisième                                  | Quatrième             |
| ----- | --------------------------------- | -------------------- | ---------------------------------- | ------------------------------------- | ------------------------------------------ | --------------------- |
| 1906  | 6 nageurs                         | 2°                   | Gérard Meister (2 min 12 s)        | Altieri                               | Cassel                                     | Raymond Laussel       |
| 1907  | 12 nageurs                        | 5°                   | Amilcare Beretta (it) (1 min 49 s) | Auguste Maas                          | E.C. Bignell                               | René Richard          |
| 1908  | 6 nageurs                         | 2°                   | Gérard Meister (2 min 09 s)        | Marcel Garagnani                      | docteur André                              | Lucien Bernadie       |
| 1909  | 12 nageurs                        | 7°                   | Gérard Meister (1 min 38 s)        | E.C. Bignell                          | François Raynal                            | Charles Roth          |
| 1910, | 9 nageurs                         | ?                    | Gérard Meister (1 min 43 s)        | Georges Pouilley                      | François Raynal et E. Everaerts (ex aequo) |                       |
| 1911  | 15 nageurs                        | 4°                   | Félicien Courbet (1 min 45 s)      | Louis Foulet                          | Charles Roth                               | Alexandre Sauter      |
| 1912  | 12 nageurs                        | 5°                   | Gérard Meister (1 min 54 s)        | Henri Decoin et Bruno Beil (ex aequo) |                                            | Daniel Dumont         |
| 1913, | 12 nageurs                        | 5°                   | Gérard Meister (2 min 12 s)        | Félicien Courbet                      | Daniel Dumont                              | Paul Harfort          |
| 1917, | 9 nageurs                         | 1°                   | Gérard Meister (2 min 35 s)        | Greiff                                | Louis Hameau                               | Henri Duvanel         |
| 1918  | 17 nageurs (dont 2 participantes) | 5°                   | Gérard Meister (2 min 19 s)        | Georges Rigal                         | Georges Pouilley                           | - Martial van Schelle |
| 1919  | 18 nageurs (dont 1 participante)  | 5°                   | Georges Pouilley (1 min 53 s)      | Gaston Nivet                          | Armand Bonnet                              | Étienne Demange       |
| 1920  | 15 nageurs                        | 7°                   | Georges Pouilley (2 min 47 s)      | Saas                                  | Georges Michel                             | Constant Daussy       |
| 1921  | 19 nageurs                        | 4°                   | Georges Pouilley (3 min 57 s)      | Félicien Courbet                      | Georges Michel                             | Constant Daussy       |
| 1922  | 14 nageurs (dont 1 participante)  | 6°                   | Marcel Pernot (2 min 09 s)         | Robichon                              | Maurice Chalicarne                         | Georges Vallerey      |
| 1923  | 12 nageurs (dont 1 participante)  | 4°                   | Laszlo Dukasz (1 min 47 s)         | Georges Vallerey                      | lieutenant Thibaud                         |                       |
| 1924  | 19 nageurs (dont 1 participante)  | 5°                   | Laszlo Dukasz (2 min 50 s)         | Edmond Zwahlen                        | Georges Vallerey                           | Larnicol              |
| 1925  | 17 nageurs                        | 2°                   | Henri Bleuze (2 min 14 s)          | Edmond Zwahlen                        | Armand Bonnet                              | Jean Vos              |
| 1926  | 17 nageurs                        | 0°                   | Edmond Zwahlen (2 min 44 s)        | Vajda                                 | André Maloubier                            | Émile Charles         |
| 1927  | 14 nageurs                        | 4°                   | Jean Vos (2’15’)                   | Beauvais                              | André Maloubier                            | Constant Daussy       |
| 1928  | 21 nageurs                        | 4°                   | Edmond Zwahlen (2 min 18 s)        | Victor Malfait                        | William Menu                               | Staquet               |
| 1929  | 24 nageurs                        | 6°                   | William Menu (2 min 16 s)          | Georges Vallerey                      | Cerny                                      | de Gialokay           |
| 1930  | 20 nageurs                        | 6°                   | Gianni Gambi (2 min 05 s)          | Jacques Cartonnet                     | Victor Malfait                             | Renaud                |
| 1931  | 12 nageurs                        | 4°                   | Victor Malfait (2 min 27 s)        | Charles Moulin                        | Dreyfus                                    | André Maloubier       |
| 1932  | 22 nageurs                        | 5°                   | Jacques Cartonnet (2 min 27 s)     | Marcel Rousset                        | André Maloubier                            | Renaud                |
| 1933  | 19 nageurs                        | -1°                  | Jacques Cartonnet (3 min 09 s)     | Marcel Rousset                        | Altmeyer                                   | Renaud                |
| 1934  | 23 nageurs                        | 6°                   | Théveniaud (2 min 48 s)            | Guilhaumaud                           | A. Charpentier                             | André Maloubier       |
| 1935  | 19 nageurs                        | 5°                   | Jacques Cartonnet (2 min 23 s)     | André Maloubier                       | A. Charpentier                             | Renaud                |
| 1936  | 21 nageurs                        | 3°                   | Jacques Cartonnet (2 min 05 s)     | André Maloubier                       | Marcel Rousset                             | André Foucher-Créteau |
| 1937  | 20 nageurs                        | 4°                   | Giuseppe Perentin (2 min 40 s)     | André Foucher-Créteau                 | Krakowski                                  | Marcel Rousset        |
| 1938  | 22 nageurs (et deux nageuses)     | 0°                   | Krakowski (2 min 19 s)             | Gruel                                 | May                                        | Gropaiz               |
| 1939  | 20 nageurs                        | -4°                  | Tony Hatot (1 min 45 s)            | Huber                                 | André Maloubier                            | Kedroff               |
| 1940  | 20 nageurs                        | 5°                   | Huber (1 min 54 s)                 | Gropaiz                               | André Maloubier                            | Arselain              |